# Домашний арест (телесериал)
«Дома́шний аре́ст» — российский комедийный телесериал производства компании Comedy Club Production.
Премьера первых двух серий состоялась на видеосервисе Premier 16 августа 2018 года. Заключительная серия вышла 25 октября 2018 года.
Телевизионный премьерный показ проходил на телеканале «ТНТ» с 17 февраля по 5 марта 2020 года.

## Сюжет
Действующего мэра города Синеозёрска Аркадия Аникеева ловят на получении взятки в особо крупном размере, после чего по решению суда он попадает под домашний арест и должен продолжительное время находиться по месту прописки в коммунальной квартире. Аркадия бросает жена, на которую было записано всё имущество. Оказавшись в коммунальной квартире, Аникеев сталкивается с Иваном Самсоновым, с которым они в детстве были соседями в коммуналке. Оставив в стороне разногласия, Аникеев решает помочь Самсонову стать новым мэром Синеозёрска, чтобы тот поспособствовал снятию с него всех обвинений.

## В ролях
| Актёр                                    | Роль |
| ---------------------------------------- | --- |
| Павел Деревянко                          | Аркадий Борисович Аникеев мэр Синеозёрска, бывший муж Вики, любовник Лёли Склонен к взяточничеству и обману, лицемерен, но позднее меняется в лучшую сторону и находит настоящую любовь в лице Марины. |
| Александр Робак                          | Иван Васильевич Самсонов («Самсон») экскаваторщик на стройке, кандидат в мэры Синеозёрска, муж Нины, отец Славы и Юли. В конце фильма становится отцом ещё одного ребёнка. Прямолинейный и честный работяга, периодически злоупотребляет алкоголем, в детстве издевался над Аркадием. В 1990-е годы перегонял машины из Польши. |
| Анна Уколова                             | Нина Александровна Самсонова медсестра, жена Ивана, мать Славика и Юли, в конце истории рожает ещё одного ребёнка Прямолинейная и честная женщина. Вышла замуж, уже будучи беременной. |
| Марина Александрова                      | Марина Сергеевна Былинкина доцент истории, «белоленточница», далее журналистка, мать Алексея, любовница Каргаполова, в конце истории остаётся с Аркадием Самоотверженная женщина. Для неё главным является её «особенный» ребёнок и исторические идеалы.                                                                        |
| Егор Клинаев (†)                         | Вячеслав Иванович Самсонов (Слава) 9-классник, сын Ивана и Нины, брат Юли |
| Юлия Сорокина                            | Юлия Ивановна Самсонова (Юля) дочь Ивана и Нины, сестра Славика, 11-классница Страдает от гиперопеки родителей, хочет свалить от них в Москву. |
| Сергей Бурунов                           | Павел Юрьевич Осипенко заместитель / вице мэра Синеозёрска, кандидат в мэры Расчётливый и хитрый мужчина. |
| Олеся Судзиловская                       | Виктория Аникеева жена Аркадия, любовница Павла. В конце фильма остаётся с Соколовым |
| Яна Кошкина                              | Ольга (Лёля) любовница Аркадия и Павла Содержанка. Любит деньги и секс. Все блага жизни (квартира, машина, шмотки) получает через «постель». |
| Альбина Тиханова                         | Клавдия Викторовна Сапрыкина пенсионерка, коммунистка, вдова, соседка Аркадия и Ивана Острая на язык сплетница. |
| Владимир Симонов                         | Эдуард Валентинович Каргаполов ректор Синеозёрского университета, любовник Марины Женат, но любит пудрить мозги своей любовнице. |
| Роман Погорелов                          | Алексей Михайлович Былинкин (Лёха) сын Марины, инвалид, испытывает боли в суставах |
| Ёла Санько                               | Бабушка Аркадия Воспитывала внука одна. Перфекционистка. |
| Дмитрий Смирнов                          | Виталий Смирнитский брат-близнец Валерия, сотрудник службы безопасности мэра Синеозёрска |
| Вадим Смирнов                            | Валерий Смирнитский брат-близнец Виталия, сотрудник службы безопасности мэра Синеозёрска |
| Роман Мадянов (со 2 серии)               | Виктор Степанович губернатор |
| Семён Штейнберг (со 2 серии)             | пиарщик губернатора области |
| Дмитрий Лысенков (со 2 серии)            | Всеволод Заварзин капитан ФСБ из Москвы |
| Анатолий Кот (со 2 серии)                | Анатолий Лавров майор ФСБ из Москвы |
| Гоша Куценко (со 2-й серии)              | Георгий Борисович Круглов генерал ФСБ из Москвы |
| Игорь Савочкин (со 2 серии)              | Михаил Михайлович глава управления ФСБ Синеозёрска |
| Артём Бобцов (со 2 серии)                | Лев Соколов (Лёва) лейтенант, сотрудник архива управления ФСБ Синеозёрска, племянник Михаила, любовник Вики |
| Дмитрий Астрахан (3 серия)               | Андрей Иосифович Мишкин адвокат Аркадия из Москвы |
| Тимофей Трибунцев (с 3 серии)            | Даниил Головкин государственный адвокат Аркадия, одноклассник Нины |
| Александр Назаров (с 3 серии)            | Илья Олегович Берг председатель Синеозёрского городского суда, муж Софы, отец Полины |
| Светлана Ходченкова (с 4 серии)          | Илона Леонидовна Радченко политтехнолог из Москвы, руководитель предвыборного штаба Павла, бывшая стриптизёрша в Синеозёрске, в конце истории остается с Даниилом |
| Лев Лещенко (4 серия)                    | камео |
| Александр Баширов (5, 6, 10, 12 серии)   | Григорий коллектор; в XII веке — отец-настоятель Синеозёрского монастыря |
| Дмитрий Караневский (5, 6, 10, 12 серии) | Константин племянник Григория, коллектор; в XII веке — писарь Синеозёрского монастыря |
| Елена Папанова (6 серия)                 | библиотекарь |
| Андрей Анненский (8 серия)               | телеведущий |
| Ирина Пегова (10 серия)                  | Татьяна доступная продавщица из магазина |
| Александр Клюквин (6 серия)              | Вениамин Игоревич Игнатьев владелец и директор мясокомбината, спонсор Самсонова |
| Пётр Буслов (2, 12 серии)                | Пётр Олегович Третьяков полномочный представитель президента Российской Федерации в федеральном округе |

## Второстепенные роли
| Актёр                        | Роль                                        |
| ---------------------------- | ------------------------------------------- |
| Лариса Маслова (1 серия)     |                                             |
| Евгений Сытый (2 серия)      | Головомзюк начальник на стройке             |
| Наталья Громушкина (3 серия) | Софочка жена судьи Берга                    |
| Алексей Лукин (3, 8 серия)   | одноклассник Славика                        |
| Анжела Белянская (6 серия)   |                                             |
| Константин Желдин (8 серия)  | Александр Сапрыкин партизан, бывший военный |
| Максим Литовченко (8 серия)  | хирург                                      |
| Татьяна Мухина (10 серия)    | Лена Быстрякова работница издательства      |
| Юрий Нифонтов (11 серия)     | Давид Маркович Анцибор психиатр             |
| Андрей Кайков (12 серия)     | переговорщик от ига                         |
| Максим Лагашкин (12 серии)   | Торочков однополчанин Самсонова             |
| Никита Тарасов               | пиарщик                                     |

## Список серий
| № серии | Описание серии | Премьера         |
| ------- | --- | ---------------- |
| 1       | Мэр города Синеозёрска Аркадий Аникеев живёт в своё удовольствие. Но однажды он попадается на взятке, и суд отправляет его под домашний арест. Но не в роскошный особняк, а в коммунальную квартиру, в которой он родился, вырос и был прописан. Помимо того, что мэр уже давно отвык от подобных условий, в квартире его ждут жильцы, с которыми у него сложились не самые тёплые отношения.                                                     | 16 августа 2018  |
| 2       | Аркадий Аникеев уверен, что у него получится не только выкрутиться и выйти на свободу, но и отомстить всем, кто его предал. Для этого он решает задействовать свои связи, но оказывается, что всё не так просто. | 16 августа 2018  |
| 3       | Аникеев предпринимает очередную попытку выйти из-под домашнего ареста, привлекая к своей защите адвоката из Москвы. Осипенко уговаривает семью Самсонова и его жену Нину выбить из Аникеева информацию, куда он перепрятал деньги, предлагая взамен квартиру в новостройке. Марина Былинкина, согласившись на сотрудничество с ФСБ, получает первое задание — установить в комнате бывшего мэра жучок.                                            | 23 августа 2018  |
| 4       | Самсонов становится народным героем благодаря вирусному видео, на котором он выбрасывает Аникеева в окно. Аникеев понимает, что это шанс, и уговаривает Самсонова баллотироваться в мэры Синеозёрска. Для того, чтобы помочь Осипенко с предвыборной кампанией, из Москвы приезжает ранее работавшая на Аникеева политтехнолог Илона. | 30 августа 2018  |
| 5       | Мэр с Илоной разрабатывают план реабилитации Самсонова в глазах избирателей, а семья экскаваторщика отправляется на дачу к адвокату Аникеева. | 6 сентября 2018  |
| 6       | Илона ищет спонсора для предвыборной кампании. Самсонов берётся за ум и пытается измениться в лучшую сторону, а Аникеев страдает от отсутствия сексуальной жизни. | 13 сентября 2018 |
| 7       | Аникеев пытается завоевать любовь Марины Былинкиной. Самсонов ревнует супругу Нину к адвокату Дане. Осипенко нервничает из-за растущих рейтингов Самсонова и строит ему козни. | 20 сентября 2018 |
| 8       | После обнародования информации о том, что в годы войны дед Самсонова был полицаем, сам Самсонов исчезает в неизвестном направлении. Аникеев пытается понравиться Марине, сблизившись с её сыном, а она узнаёт, что ребёнку срочно необходима операция. | 27 сентября 2018 |
| 9       | Предвыборная гонка продолжается. Осипенко обращается за помощью к Виктору Степановичу. Самсонов собирается разводиться с женой. Аникеев страдает от неудачи в отношениях с Мариной. | 4 октября 2018   |
| 10      | Из-за встречи с губернатором у Самсонова падает рейтинг, и Илона пытается его вернуть при помощи выступления на дне города. Осипенко ссорится с Викторией и решает от неё избавиться, но случайно оказавшийся рядом лейтенант Соколов спасает её. Марина устраивается на новую работу; Аркадий помогает ей «влиться» в коллектив. | 11 октября 2018  |
| 11      | До выборов остаётся 3 дня. Илона говорит Самсонову о предстоящей встрече с Путиным. Нина, живущая с Данькой, не понимает, что Самсонов собирается встречаться с президентом по-настоящему, и обращается за помощью в психушку. Лёля приходит К Аникееву, показывает фото якобы убитой Вики и решает по-своему извлечь выгоду, но сама становится жертвой «развода» со стороны Осипенко. Встреча Самсонова с Путиным срывается из-за новых фактов. | 18 октября 2018  |
| 12      | Обнародовано новое видео, где Самсонов целует Аникеева в попу, после чего Илона уходит из команды, поскольку считает, что «ловить тут больше нечего». Аникеев, оставшись без денег, начинает сотрудничать с ФСБ и участвует в задержании Осипенко при передаче денег на строительство «кластера», но Осипенко удаётся сбежать. Самсонов собирается вместе с семьёй уехать на Дальний Восток, а Марина пытается предотвратить снос Руин.           | 25 октября 2018  |

## Производство
- Идея сериала возникла у Семёна Слепакова, когда продюсеры телеканала «ТНТ» предложили написать сценарий про «современного Остапа Бендера». Тогда Семён задумался, что современным Остапом Бендером может стать чиновник[2].
- Впервые о сериале было объявлено на презентации телевизионного сезона 2015/2016 годов канала «ТНТ» 22 октября 2015 года в московском кинотеатре «Каро 11 Октябрь». Там же была полностью продемонстрирована пилотная серия проекта[3].
- Пилотную серию снимал Егор Баранов, а сериал — Пётр Буслов. В конце первой серии сериала в речи Нины Самсоновой (героини актрисы Анны Уколовой) звучит «привет» режиссёру пилота: «Егорка-то Баранов вот такого росточка был. Облысел в седьмом классе, а сейчас — режиссёр в Москве»[4].
- Различия пилотной серии и сериала заключаются в актёрском составе, например, в пилоте роль Вики, жены главного героя, исполняет Елена Корикова[5], а в сериале Олеся Судзиловская.
- На финальном кастинге на главную роль претендовали Павел Деревянко и Фёдор Бондарчук[6]. Последний позднее снялся в другом проекте канала «ТНТ» «Год культуры».
- Съёмки сериала стартовали в конце 2016 года[7] и продолжались в течение 205 дней. Последние два с половиной месяца смены длились по 17 часов.
- Натурные съёмки проходили в Ярославле[8], коммунальную квартиру главных героев снимали в павильоне в Подольске[9]. Съёмки проходили и в Москве[10].
- Саундтрек к сериалу написал лауреат Оскара французский композитор Людовик Бурс[11].
- Проект стал одной из последних работ актёра Егора Клинаева, погибшего 27 сентября 2017 года в массовом ДТП на МКАД.
- Премьера сериала планировалась 2 апреля 2018 года на канале «ТНТ»[12], но была перенесена на 16 августа 2018 года на ОТТ-платформу ТНТ-Premier[13].
- Начальные мультипликационные титры в своей традиционной технике нарисовал обладатель «Оскара» Александр Петров вместе с сыном Дмитрием, сам житель Ярославля (города, в котором проходили натурные съёмки))[14]. Финальные мультипликационные титры разработала студия Артемия Лебедева[15].
- Сериал попал в рейтинг лучших сериалов 2018 года по версии редакции сайта «КиноПоиск»[16].
- По итогам 2018 года сериал возглавил ТОП-5 лучших российских телесериалов по версии «Кинократии»[17].

## Награды и номинации
- 2019 — Профессиональный приз Ассоциации продюсеров кино и телевидения в области телевизионного кино:
  - приз в номинации «Лучший комедийный сериал»
  - приз в номинации «Лучшая сценарная работа» (Семён Слепаков, Максим Туханин по идее Семёна Слепакова)
  - приз в номинации «Лучшая режиссёрская работа» (Пётр Буслов)
  - приз в номинации «Лучшая работа режиссёра монтажа» (Руслан Габдрахманов)
  - приз в номинации «Лучший кастинг-директор» (Татьяна Хречкова)
  - приз в номинации «Лучший актёр телевизионного фильма/сериала» (Павел Деревянко)
  - приз в номинации «Лучший актёр второго плана в телевизионном фильме/сериале» (Тимофей Трибунцев)
  - приз в номинации «Лучшая актриса второго плана в телевизионном фильме/сериале» (Альбина Тиханова)
  - номинация на приз в категории «Лучшая оригинальная музыка к телевизионному фильму/сериалу» (Людовик Бурс, Рамазан Юнусов, Семён Слепаков)
  - номинация на приз в категории «Лучшая работа художника-постановщика» (Артём Кузьмин, Виталий Труханенко)
  - номинация на приз в категории «Лучшая работа звукорежиссёра» (Юлия Бордачева)
  - номинация на приз в категории «Лучший актёр телевизионного фильма/сериала» (Александр Робак)
  - номинация на приз в категории «Лучшая актриса телевизионного фильма/сериала» (Анна Уколова)
  - номинация на приз в категории «Лучший актёр второго плана в телевизионном фильме/сериале» (Сергей Бурунов)
- Ника
  - специальный приз Совета Академии «За достижения в телевизионном кинематографе» (Пётр Буслов, Семён Слепаков)
- 2020 — Золотой орел
  - приз в номинации «Лучшая мужская роль на телевидении» (Павел Деревянко)
  - номинация на приз в категории «Лучший телевизионный сериал более 10 серий» (Пётр Буслов, Семён Слепаков)
  - номинация на приз в категории «Лучшая женская роль на телевидении» (Анна Уколова)